# Home Broker
Home Broker S.A. w upadłości – dawny pośrednik na polskim rynku nieruchomości i doradca finansowy należący do grupy Open Finance.

## Historia
Spółka powstała w 2007. Od 2009 rozpoczęła aktywność w obszarze usług finansowych, dzięki czemu świadczyła zintegrowane usługi doradztwa finansowego i pośrednictwa nieruchomości. Za jej pośrednictwem można było kupić, sprzedać lub wynająć nieruchomość, zawnioskować o kredyt hipoteczny oraz dokonać zakupu produktu inwestycyjnego na rynku nieruchomości i finansowym.
W 2010 roku Home Broker przejął sieć placówek Finamo, tym samym zwiększając liczbę oddziałów, a także doradców finansowych.
W 2011 dołącza do Związku Firm Doradztwa Finansowego oraz powstaje marka Lion’s House, wyspecjalizowana w obsłudze osób zamożnych, zainteresowanych zakupem nieruchomości na własne potrzeby oraz w celach inwestycyjnych. W październiku 2011 Open Finance podpisał umowę kupna 100% akcji Home Broker.
16 października 2020 ogłoszona została upadłość spółki.